# آنیکوفسکایا
آنیکوفسکایا ( روسی : Аниковская ) محلی در روستایی اوسترتسکویه ، منطقه سیامژن اسکای(به‌انگلیسی: Syamzhensky) است که در استان وولوگدا کشور روسیه قرار دارد.

## جمعیت
سال ۲۰۰۲میلادی ۱۲ نفر بود.

## وضعیت آب و هوا
فاصله تا روستای سیامژن‌اسکای ۲۶ کیلومتر ، است. بوردوکووو نزدیکترین محل روستایی به این منطقه است.